# La Aguada Airport
La Aguada Airport är en flygplats i Chile.   Den ligger i provinsen Provincia de Talca och regionen Región del Maule, i den södra delen av landet, 230 km söder om huvudstaden Santiago de Chile. La Aguada Airport ligger 85 meter över havet.
Terrängen runt La Aguada Airport är kuperad åt nordost, men åt sydväst är den platt. Runt La Aguada Airport är det ganska tätbefolkat, med 93 invånare per kvadratkilometer.. Närmaste större samhälle är Talca, 14,3 km sydost om La Aguada Airport. 
Trakten runt La Aguada Airport består i huvudsak av gräsmarker.